# Víctor Manso
Víctor Manso (n. Rosario, Santa Fe, Argentina; 1933 - f. Comodoro Rivadavia, Chubut, Argentina; 5 de julio de 1997) fue un actor, locutor y político argentino.

## Carrera
Víctor Manso fue un actor que, generalmente con roles secundarios, se lució tanto en teatro como en radio y en la pantalla grande y chica argentina. Además, en sus últimos años tuvo una actividad ligada a la política tras ser el segundo precandidato a diputado nacional por el Frepaso, y en Chubut al ser considerado uno de los máximos referentes al momento de debatir en los medios locales algún tema político.
También participó en distintos espectáculos teatrales en el sur argentino y condujo varios programas en LRA 11 Radio Nacional Comodoro Rivadavia, orientados a la actividad educativa y cultural de la zona.

## Fallecimiento
El actor Víctor Manso falleció el sábado 5 de julio de 1997 en un sanatorio de Comodoro Rivadavia, mientras lo operaban de urgencia de un aneurisma de aorta. Había ingresado de madrugada, en estado de semiinconsciencia, a la clínica La española, donde los médicos de guardia ordenaron de inmediato la operación. Pero, a las 10, durante la intervención quirúrgica, hizo un paro cardiorrespiratorio del que no pudieron recuperarlo. Horas antes de la fisura aórtica había estado en el Canal 9 de esa ciudad, hablando de su carrera como actor y de su futuro como político. Manso tenía 64 años.

## Filmografía
- 1966: Todo sol es amargo
- 1974: La tregua
- 1974: Los gauchos judíos
- 1984: Asesinato en el Senado de la Nación, con Pepe Soriano y Miguel Ángel Solá.
- 1987: Sofía
- 1994: Facundo, la sombra del tigre, con Lito Cruz
- 1996: Flores amarillas en la ventana
- 1997: Sobre la tierra, con Graciela Borges.[3]

## Televisión
- 1971: Rito al viento, emitido por Canal 9.
- 1971:  Alta Comedia.[4]

## Teatro
- Botín (1971), con Diego Botto, Víctor Hugo Iriarte, Luis Gutman y Dora Baret.
- Las brujas de Salem (1972/1974), dirigida por Agustín Alezzo en el Teatro Blanca Podestá. Con un gran elenco con Alfredo Alcón, Alicia Bruzzo, Roberto Castro, Milagros de la Vega, Cacho Espíndola, Golde Flami, Lalo Hartich, Susy Kent, Zulema Katz, Onofre Lovero, Leonor Manso, José Slavin y Alicia Zanca.[5]
- Blues de la Calle Balcarce (1983), con Franklin Caicedo, Lorenzo Quinteros y Zelmar Gueñol, entre otros.